# 原長頼
原 長頼（はら ながより）は、戦国時代から安土桃山時代にかけての武将、大名。美濃国本巣郡花木城（中野城）主、のち越前国勝山城主、美濃国太田山城主。官位は従五位下・隠岐守。初名は信政。

## 生涯

### 前半生
原頼房の子として誕生する。原氏は美濃土岐氏の流れを汲む一族で、長頼は初め斎藤氏に仕えるが、のちに織田信長に属した。
天正3年（1575年）8月、越前一向一揆討伐では金森長近とともに郡上方面に出陣し、根尾・徳山から越前大野郡に攻め込んで一揆勢を打ち破った。戦後、長頼は大野郡のうち三分の一にあたる2万石を与えられて勝山城主となり（『信長公記』『武家事紀』）、以後は柴田勝家の与力として北陸方面で活躍するが、天正6年（1578年）11月、織田信忠による有岡城攻めに参加し、翌天正7年（1579年）には播磨に出張するなど各地を転戦した。同年、荒木村重の一族の処刑を担当（『信長公記』）。
天正9年（1581年）2月28日の京都馬揃えには越前衆の一員として参加するが、上杉景勝による小出城攻撃の知らせを受けて勝家らとともに急遽帰国した。

### 本能寺の変後
翌天正10年（1582年）、本能寺の変で信長が横死すると長頼は勝家の麾下に属し、翌天正11年（1583年）の賤ヶ岳の戦いでは佐久間盛政に従軍し敢闘、また、退却する際には殿を務めたという（『太閤記』）。戦後は前田利家に属し、翌天正12年（1584年）、前田氏の支城である能登末森城が佐々成政によって包囲された際には徳山則秀とともに救援軍の後詰を務めた（『武家事紀』）。
翌天正13年（1585年）には豊臣秀吉に仕えて伊勢国内に3万石を与えられ、天正18年（1590年）の小田原征伐後は三河に移封となった。
慶長3年（1598年）8月、秀吉の死に際して遺物三池を受領。その後、美濃太田山城主となった。

### 関ヶ原の戦い
慶長5年（1600年）の関ヶ原の戦いでは西軍に属し、長束正家を通じて毛利秀元に尾張清洲城攻略を提言するが、正家に反対され実現しなかったという。その後、福島高晴の伊勢長島城に圧力をかけたり、高木盛兼が篭もる美濃高須城を救援するなど活躍するが、関ヶ原本戦で西軍が敗れると脱走し、10月13日に自害した（『諸寺過去帳』）。一説には9月の末日に加藤清正の家人によって捕らえられ、翌日の10月1日に斬首。その後、首は京の三条河原に晒されたともいう（『古今武家盛衰記』）。
また、子の彦作は豊後臼杵藩主・稲葉典通に仕えたが、慶長19年（1614年）の大坂冬の陣で大坂城に入城しようとしていたことが発覚し、処刑された。